# Дель Валле-де-Пас, Эдгардо
Эдгардо дель Валле-де-Пас (итал. Edgardo Del Valle de Paz; 18 октября 1861, Александрия — 5 апреля 1920, Флоренция) — итальянский пианист, композитор и музыкальный педагог родом из семьи сефардских евреев.

## Биография
Окончил Неаполитанскую консерваторию, ученик Паоло Серрао и Беньямино Чези, занимался также у Густаво Тофано. Концертировал в Италии с 16-летнего возраста, в 1886 году предпринял гастрольное турне со скрипачом Сезаром Томсоном. С 1890 года преподавал во Флорентийской консерватории. Среди его учеников, в частности, Марио Кастельнуово-Тедеско, состоявший с ним в дальнем родстве.
В 1893 году основал «Кружок дель Валле» (итал. Circolo Del Valle), проводивший во Флоренции различные концерты, в 1896—1914 годах издавал журнал «La Nuova Musica», в котором выступал с обзорами концертной жизни и музыкальной литературы.
Опубликовал учебник «Практическая школа фортепианной игры» (итал. Scuola pratica del pianoforte; 1889). Автор фортепианных, камерных и оркестровых пьес, фортепианная Соната в классическом стиле (итал. Sonata in stile classico per pianoforte) в 1892 году получила первую премию на конкурсе камерной музыки в Милане. Раннюю оперу «Барбарина» написал в студенческие годы, одноактная опера «Ориана» написана в 1903-м, поставлена и издана в 1907 году.
Дочь, Эмилия Марчелла дель Валле-де-Пас (1891—1976) — пианистка, ученица своего отца, профессор Триестской консерватории. Брат, Джулио дель Валле-де-Пас (1863—1896) — военный журналист, погиб в битве при Адуа.